# Tony Sale

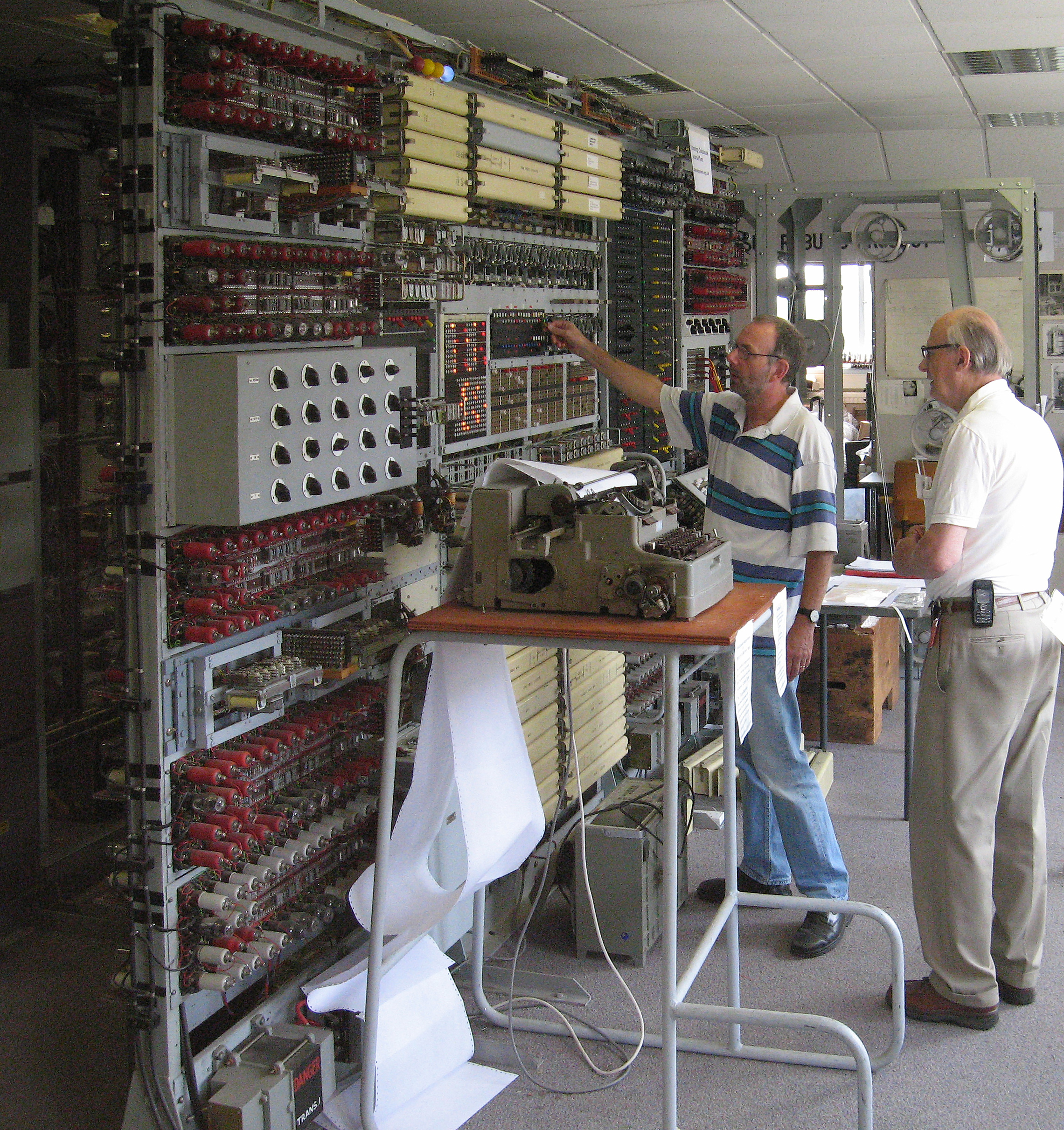
Tony Sale (rechts) neben „seinem“ wiederaufgebauten Colossus (2006)

Anthony Edgar „Tony“ Sale (* 30. Januar 1931 in Chepping Wycombe, Buckinghamshire; † 28. August 2011 in Bromham, Bedfordshire) war ein britischer Elektroingenieur, Softwareentwickler und Historiker. Er befasste sich speziell mit der Entwicklungsgeschichte der Computer. Im nationalen Computer-Museum Großbritanniens, dem National Museum of Computing (TNMOC), im englischen Bletchley Park, leitete er die Rekonstruktion und den Wiederaufbau des legendären Röhrencomputers Colossus, einem der weltweit ersten mit Elektronenröhren arbeitenden Großrechner.

## Leben
In den 1940er-Jahren wurde Tony am Dulwich College ausgebildet, einer Schule für Jungen im Süden Londons gelegen. Von 1949 bis 1952 diente er in der Royal Air Force (RAF). Er errang dort den Dienstgrad eines Flying Officer (Leutnant). Zu seinen Dienstaufgaben gehörte auch die Schulung von Offiziersanwärtern im Fach Radartechnik. Nebenbei entwickelte er in seiner Garage einen für damalige Verhältnisse unvorstellbaren Roboter und stellte ihn im Jahre 1949 fertig. Die per Fernbedienung steuerbare Maschine namens George war unter anderem in der Lage, einen Staubsauger vor sich herzuschieben, weshalb Tony Sale als Urvater des Haushaltsroboters bezeichnet wird. Heute ist sein Roboter ein weiteres Ausstellungsstück im National Museum of Computing.
In den 1950er-Jahren arbeitete Sale als Ingenieur beim britischen Inlandsgeheimdienst MI5.
Ab 1989 war er Kurator des Londoner Science Museum (Wissenschaftsmuseum) und kümmerte sich dort um den Erhalt historisch wertvoller Rechenmaschinen. Ab 1992 war er zudem eng mit Bletchley Park verknüpft. Ihm lag der Erhalt der historisch bedeutenden Stätten sehr am Herzen, weshalb er sich dort ehrenamtlich als Museumsdirektor engagierte, als technischer Berater beim Film „Enigma – Das Geheimnis“ fungierte und das Projekt zum Wiederaufbau des Colossus initiierte und leitete. Tony Sale wurde 80 Jahre alt. Er hinterließ seine Frau Margaret, drei Kinder und sieben Enkel.
Als ein Vermächtnis besteht weiterhin seine Website über Verschlüsselungsverfahren des Zweiten Weltkriegs (siehe #Weblinks).

## Colossus-Nachbau

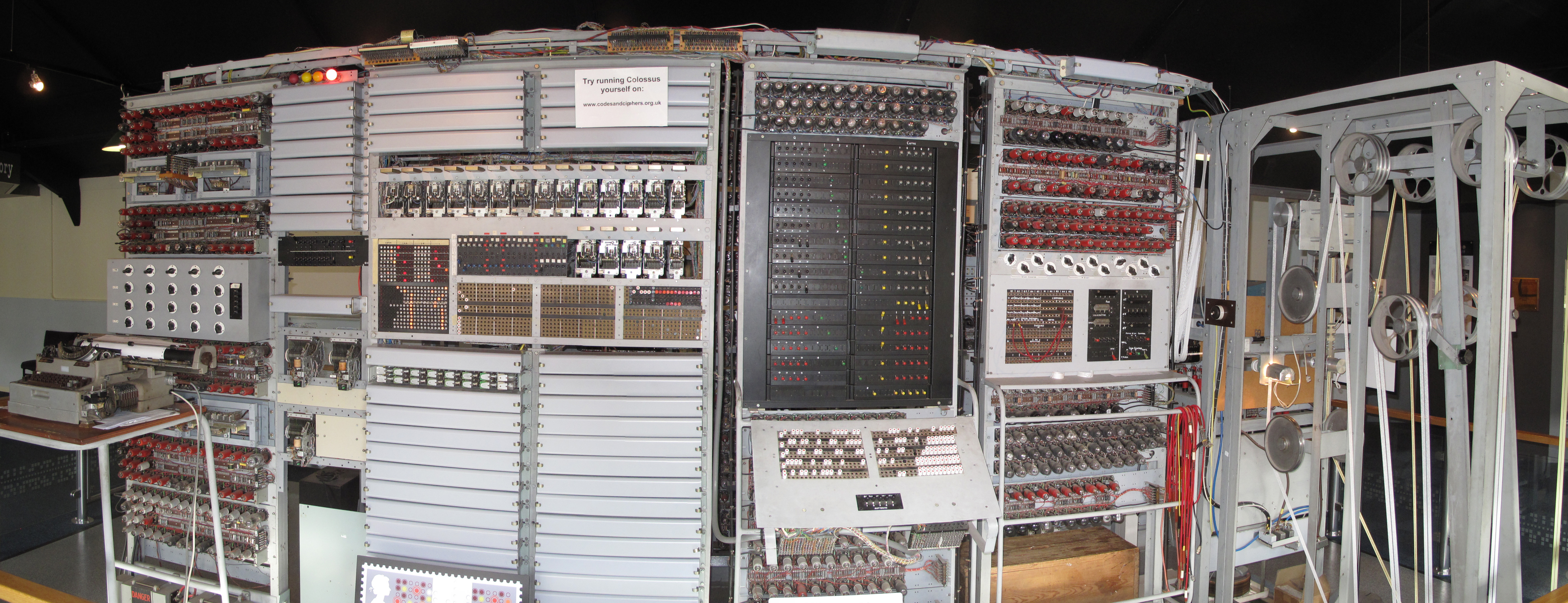
Gesamtansicht des Colossus-Nachbaus (2015)

Der Röhrenrechner Colossus wurde während des Zweiten Weltkriegs von britischen Kryptoanalytikern und Ingenieuren entworfen und in mehreren Stück gebaut. Er diente den Briten speziell zur Entzifferung geheimer Nachrichten der deutschen Wehrmacht, die mit der Lorenz-Schlüsselmaschine verschlüsselt waren. Unmittelbar nach dem Krieg wurden alle Original-Colossi aus Geheimhaltungsgründen demontiert und vernichtet. Erst in den 1970er-Jahren wurde ihre frühere Existenz publik. Zwanzig Jahre später entschloss sich Tony Sale, einen Colossus für das Museum in Bletchley Park wiederaufzubauen und er rief das Colossus Rebuild Project (deutsch: Colossus-Wiederaufbau-Projekt) ins Leben. Die Wiedererstellung gelang ihm mit seinem Team nach mehrjähriger intensiver Arbeit und am 6. Juni 1996 schließlich hatte der nachgebaute Colossus seinen ersten erfolgreichen Probelauf. Zur offiziellen Einweihung des Nachbaus am 16. November 2007 funkten deutsche Funkamateure einen mit einer Original-Lorenz-Maschine verschlüsselten Geheimtext. Die Briten empfingen den Funkspruch in Bletchley Park und Colossus „knackte“ die Nachricht in drei Stunden und 35 Minuten. Sie enthielt eine Einladung zu einer Ausstellung mit historischen Computern im Heinz Nixdorf MuseumsForum in Paderborn. Der Colossus-Nachbau ist im Museum von Bletchley Park ausgestellt.